# Histoire de la Sierra Leone

Sierra Leone, Afrique de l'Ouest

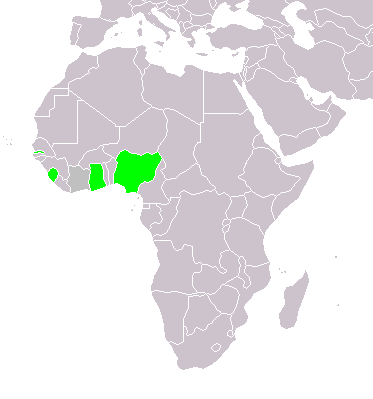
Afrique occidentale britannique

Cet article présente les faits saillants de l'histoire de la Sierra Leone, un pays d'Afrique de l'Ouest.

## Époque précoloniale
La préhistoire sierra léonaise reste très mal connue.
Les objets retrouvés attestent d'une présence humaine ancienne permanente depuis au moins 2 500 ans, avec usage du fer (VIIe siècle) et agriculture côtière (10ème s.).

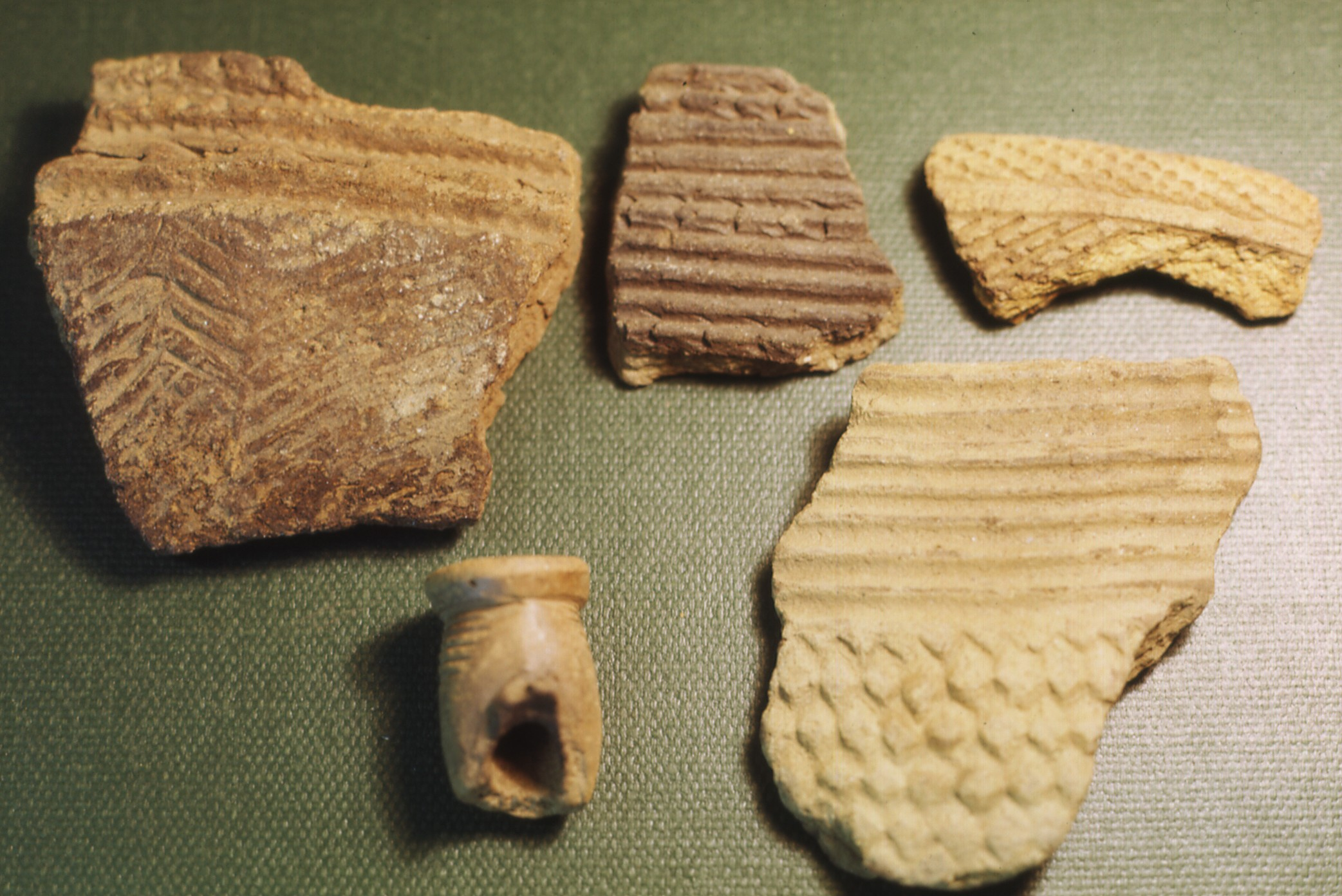
Fragments de poteries préhistoriques découverts à l'abri sous-roche de Kamabai, dans le Nord du pays
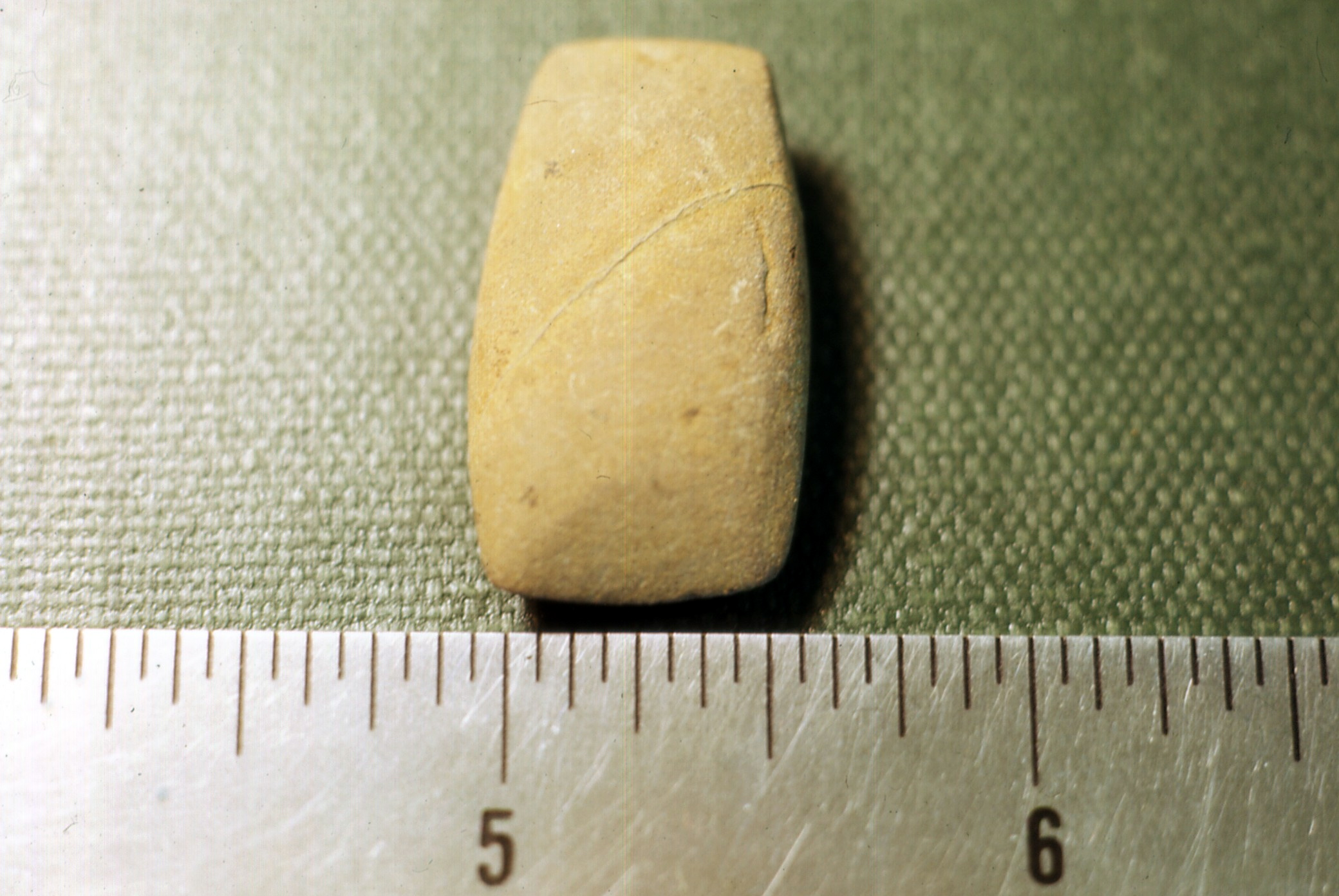
Dolérite non utilisée
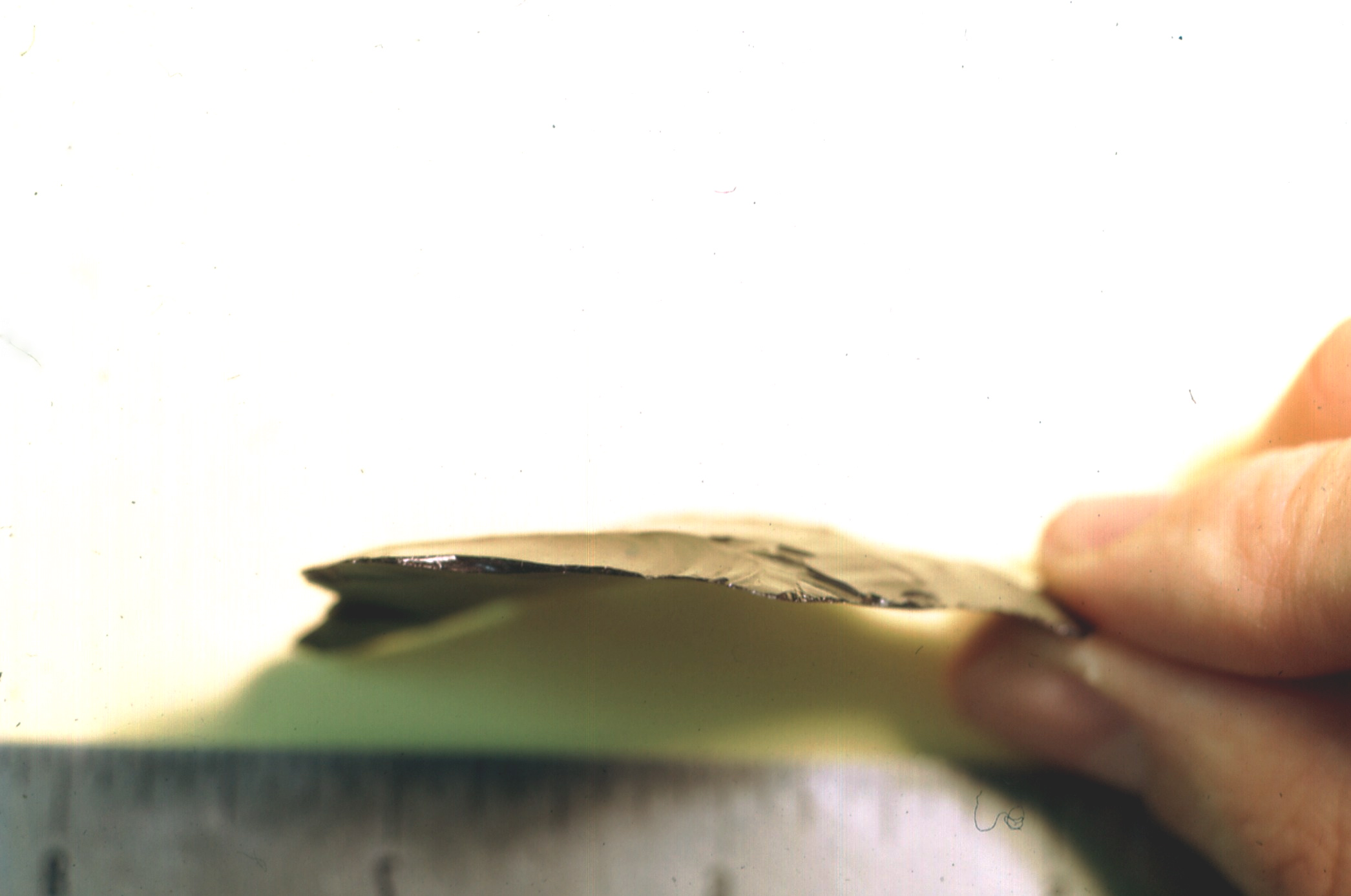
Dolérite travaillée
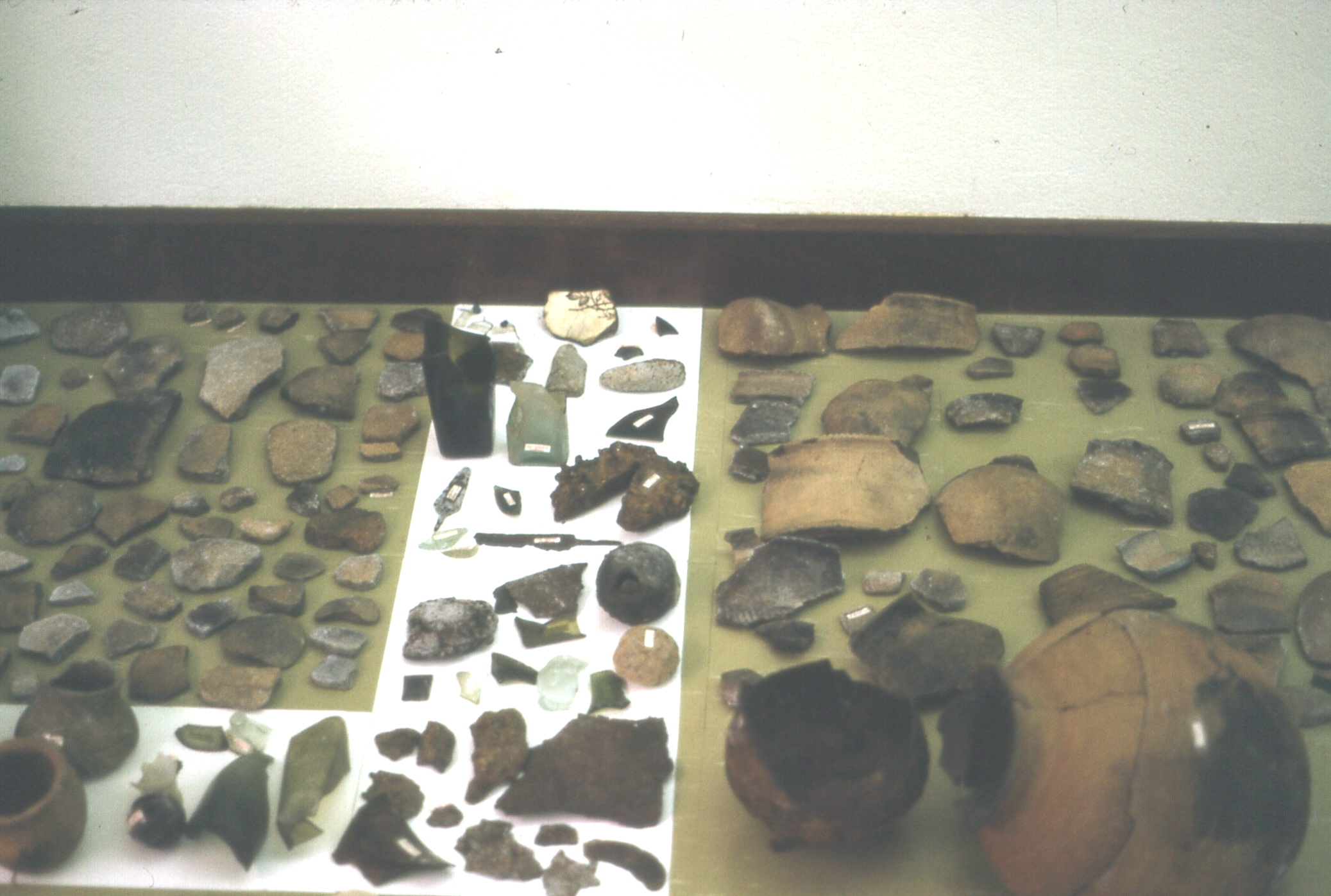
Artefacts protohistoriques (Sierra Leone nord)

Le territoire de l'actuelle Sierra Leone fut le passage et le refuge de nombreux peuples, tels que les Kissis, Limba, les Loko (de), les Sherbro et les Krims (?), lors des divers conflits politiques de la savane, sans datation possible actuellement, concernant sans doute les royaumes du Sahel. La répartition actuelle des différents groupes ethniques en Sierra Leone (en) donne seulement un aperçu de ceux qui subsistent.
Au XVe siècle, refoulant les premiers occupants, des peuples mandingues s'y établissent, les Mendés sur la côte orientale, les Temnés vers la frontière de l'actuel Liberia et les Soussous dans le centre.
En 1460, l'explorateur portugais Pedro de Sintra donne le nom de Serra Leoa (rebaptisée plus tard « Sierra Leone » sans doute par une erreur due à une confusion entre langues latines car Sierra est en espagnol et Leone en italien, littéralement la « montagne du lion ») à la presqu'île où sera plus tard la capitale Freetown.
Au XVIe siècle, la traite négrière commence véritablement. Des Européens, avec la participation des populations côtières, commencent le commerce triangulaire dans le pays, dans des établissements tels Lomboko.
En 1664, lors de la deuxième guerre anglo-néerlandaise (1665-1666), l'amiral de Ruyter détruit les deux colonies anglaises de l'Île de Tasso (de) (ou Saint-André) et de l'île de Bunce, en prend possession mais sans les occuper. L'île de Bunce est un des lieux de mémoire de la traite des esclaves en Afrique, tels l'île de Gorée (Sénégal), le château d'Elmina ou le fort de Cape Coast (Ghana). Sa situation, au fond d'une baie profonde, est exceptionnelle pour une plate-forme esclavagiste.

Afrique de l'Ouest vers 1625
Côte de Guinée, 1677
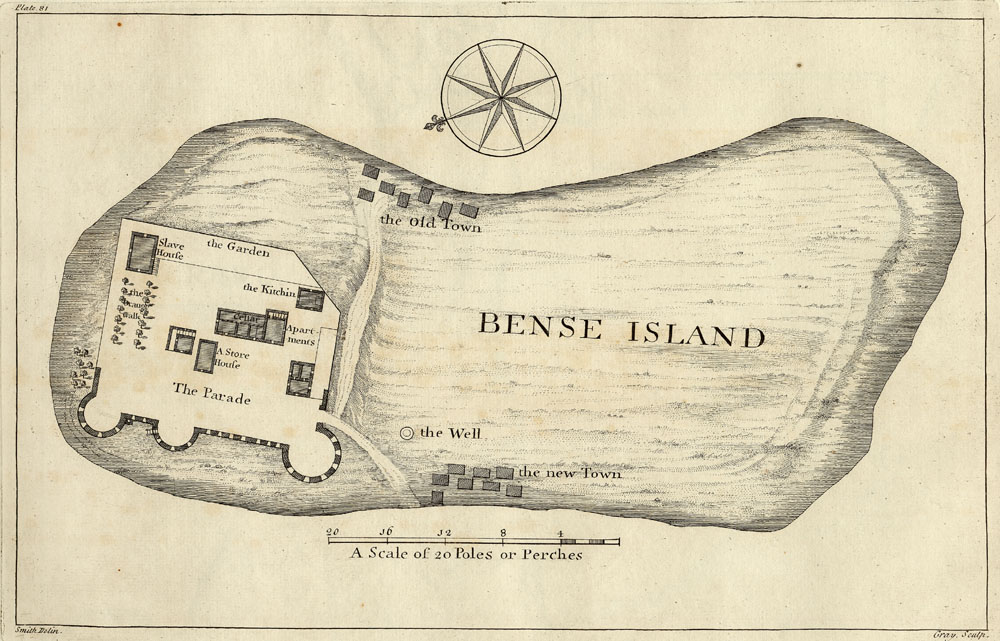
Plan de l'île Bunce/Bense, 1727
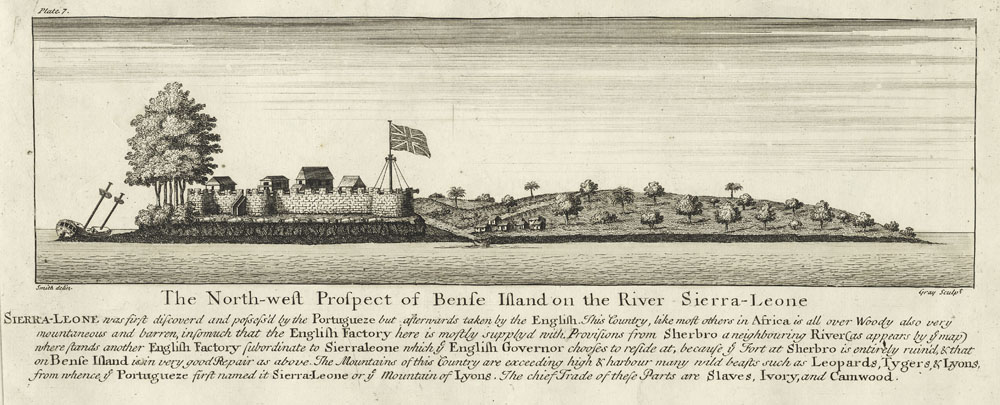
Perspective de l'île Bunce/Bense, 1727
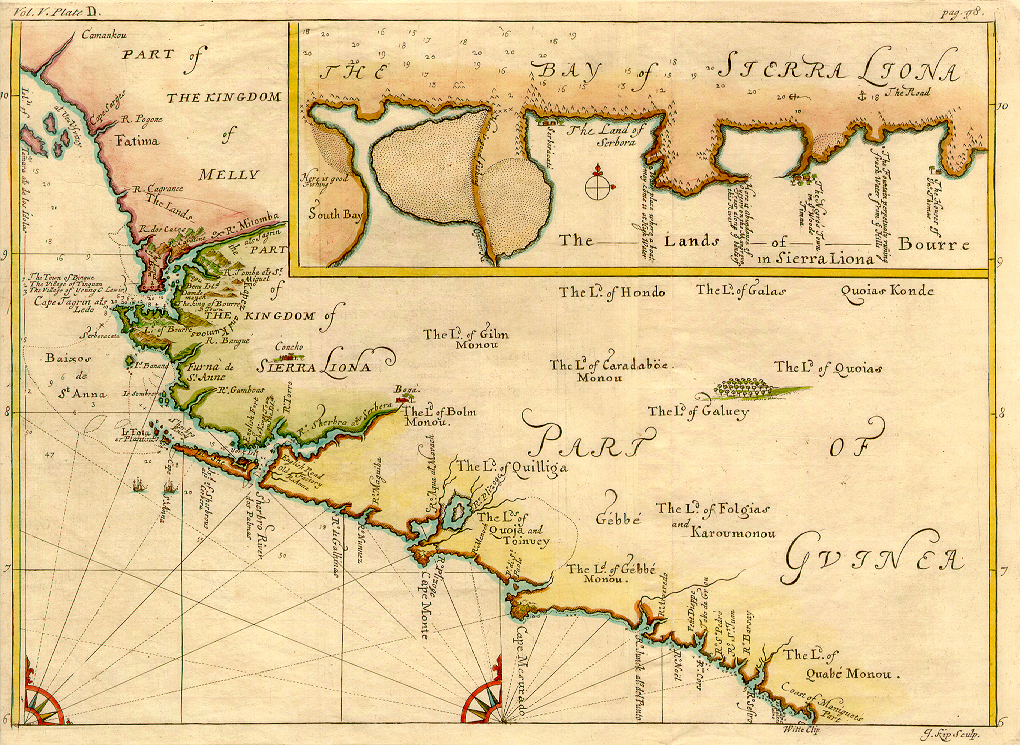
Côte de Guinée et baie de Sierra Liona, 1732

## 1808-1961:Colonie et protectorat de la Sierra Leone
En 1787, les Britanniques achètent l'emplacement de la future capitale Freetown. 
La première vague de peuplement de la Province de Liberté (en) (1787-1789, à Cline Town) est constituée de 400 Noirs en provenance de Londres. 
Puis s'y ajoute, par le biais de la Sierra Leone Company, une partie des loyalistes noirs, des esclaves, affranchis en contrepartie de leur engagement dans le camp britannique pendant la guerre d'indépendance des États-Unis. Après avoir transité par la Nouvelle-Écosse ou par Londres, la majorité d'entre eux sont envoyés à Freetown. Le peuplement est complété par les Nègres marrons de Jamaïque (reconquise en 1796) déportés en Nouvelle-Écosse et un nombre croissant de recaptives, Noirs arrachés par les croiseurs britanniques aux bateaux négriers de contrebande. La Sierra Leone devient en 1792 la première colonie britannique de l'Afrique de l'Ouest et, en 1794, le poste de gouverneur en est confié à Zachary Macaulay. La colonie, dont l'assise reste fragile, doit faire face à l'assaut des troupes révolutionnaires françaises.
La population de Sierra Leone ne cesse de croître par la suite : de 2 000 habitants en 1807, elle passe à 11 000 en 1825 et à 40 000 en 1850. 
Manquant de main-d'œuvre pour les travaux agricoles, les anciens esclaves se lancent dans le commerce. 
Les Saros (Sierra Leonians), formés dans des écoles chrétiennes, donnent naissance à une bourgeoisie de fonctionnaires et de professions libérales très brillante et à une classe entreprenante de commerçants, agents des missions, travailleurs manuels, qui essaiment de la Gambie au Cameroun, voire à l’Angola. 
Ils sont particulièrement nombreux au Nigeria après le retour de 3 000 recaptives egbas (en) vers 1850 à Abeokuta.
Au cours du XIXe siècle, la Sierra Leone développe une culture originale mêlant éléments traditionnels africains et influences européennes. 
Le langage local, le krio, combine une syntaxe yoruba et un vocabulaire en partie européen. Les Britanniques exercent leur autorité selon le principe de l'indirect rule, s'appuyant sur des personnalités sierra-léonaise telle que Yoko de Senehun (1849-1906, Madame Yoko),. En 1868, un sixième de la population est scolarisé, soit un taux supérieur à celui du Royaume-Uni. 
La Sierra Leone accueille aussi le collège de Fourah Bay, première université de type occidental établie en Afrique sub-saharienne. 
À la fin du siècle, toutefois, le déclin du commerce et l'accroissement de la pression européenne conduisent à la perte d'influence de l'élite africaine noire, comme dans l'ensemble de l'Afrique de l'Ouest.

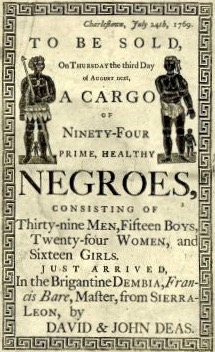
Affiche, Charleston (Caroline du Sud), 1769
- Fascicule suédois, 1794/1801
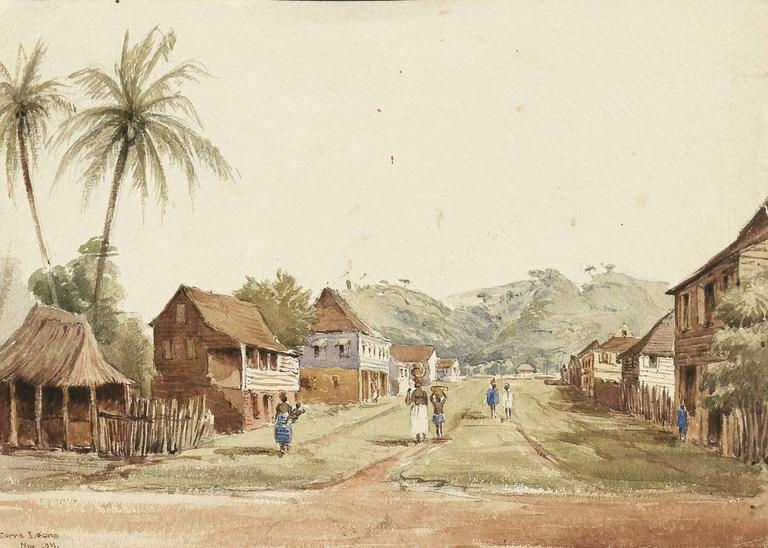
James Maurice Primrose, vue de Freetown, 1851
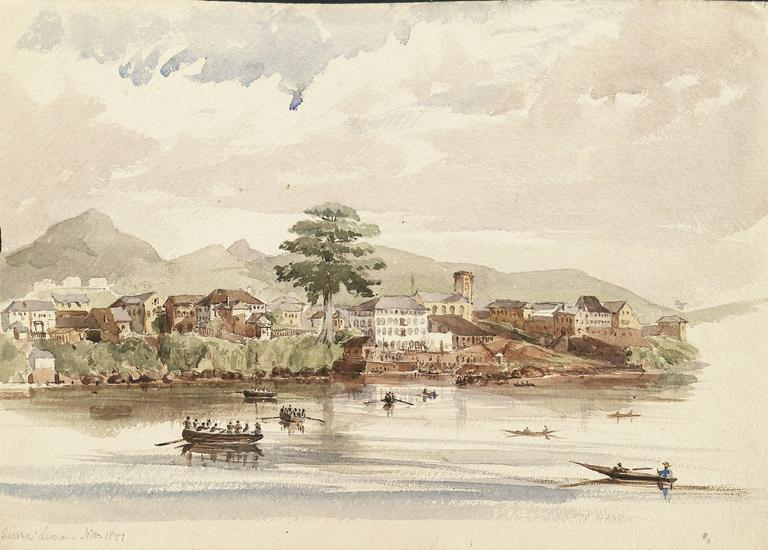
James Maurice Primrose, vue de Freetown, 1851
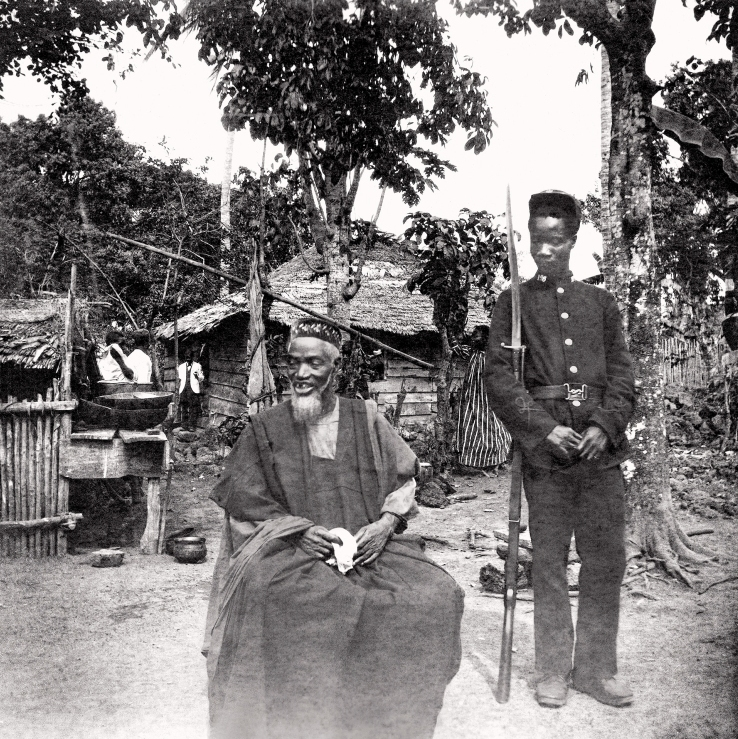
Bai Bureh (1840-1908), dirigeant temné-loko, meneur de la Hut Tax War de 1898 (en)

En 1951, un programme de décolonisation est préparé. 
Milton Margaï (1895-1964), ancien médecin et chef du Parti du peuple de Sierra Leone (Sierra Leone People's Party), est nommé Premier ministre en 1954.

## Histoire de l'esclavage au Sierra Leone
L'histoire de l'esclavage en Sierra Leone est une histoire complexe et paradoxale, marquée à la fois par sa participation active à la traite négrière et par son rôle unique de refuge pour les esclaves affranchis.

### 1. La participation à la traite négrière
- Plaque tournante du commerce : Dès le XVIe siècle, la région de l'actuelle Sierra Leone est devenue un point central de la traite atlantique. Sa côte, avec ses baies profondes, était idéale pour l'établissement de comptoirs commerciaux par les Européens (Portugais, puis Britanniques et Français). Les européens apportaient des marchandises, de armes, tissus, alcool, et produits manufacturés pour les échanger contre des esclaves au chefferies locales. Celles ci organiseront les guerres et expéditions pour les ramener vers la cote et les navires européens
- Île de Bunce et autres forts : Des sites comme l'île de Bunce, sur le fleuve Sierra Leone, ont servi de forts négriers où des milliers de captifs africains, issus des populations locales (Mendé, Temné) ou de l'intérieur des terres, étaient détenus avant d'être envoyés vers les Amériques. Le commerce était largement facilité par la participation de certains chefs locaux, qui échangeaient des esclaves contre des biens manufacturés européens.
- L'exemple de l'Amistad : L'histoire de Sengbe Pieh, plus connu sous le nom de Cinqué, est emblématique de cette période. Cet homme du peuple Mendé, capturé et vendu comme esclave, a mené la célèbre mutinerie à bord du navire La Amistad en 1839. Son histoire, qui a abouti à sa libération, met en lumière les horreurs de la traite et la résistance des esclaves.

### 2. Le rôle unique de refuge et d'abolition
- Création de Freetown : La Sierra Leone est surtout célèbre pour la création de Freetown. À la fin du XVIIIe siècle, des abolitionnistes britanniques ont cherché à créer une colonie pour les "Noirs pauvres" de Londres et les esclaves affranchis en Amérique du Nord (notamment après la guerre d'indépendance des États-Unis).
- La Compagnie de la Sierra Leone : En 1787, un premier groupe d'esclaves affranchis, les "pauvres de Londres", fonde la première colonie, qui sera détruite. En 1792, un groupe de loyalistes noirs de Nouvelle-Écosse fonde Freetown, sous l'égide de la Compagnie de la Sierra Leone.
- Freetown, "ville de la liberté" : Après l'abolition de la traite par le Royaume-Uni en 1807, Freetown est devenue la base navale de la Royal Navy pour intercepter les navires négriers illégaux. Les esclaves libérés de ces navires étaient conduits à Freetown.
- Les Krios : Ces milliers d'Africains libérés (appelés les "libérés") provenaient de divers groupes ethniques de toute l'Afrique de l'Ouest. En se mélangeant avec les loyalistes noirs et les autres colons, ils ont formé un groupe ethnique distinct, les Krios, avec leur propre langue créole (le krio), qui est aujourd'hui la langue véhiculaire du pays.

Ainsi, l'histoire de l'esclavage au Sierra Leone est un récit double : c'est à la fois un lieu d'embarquement forcé pour des milliers de captifsdu 16e au 18e siècle,  et, en même temps, le lieu où des milliers d'esclaves ont trouvé la liberté à partir du début du 19 siècle et ont jeté les bases d'une société nouvelle.

## Années 1961-1991: les trente premières années de l'indépendance

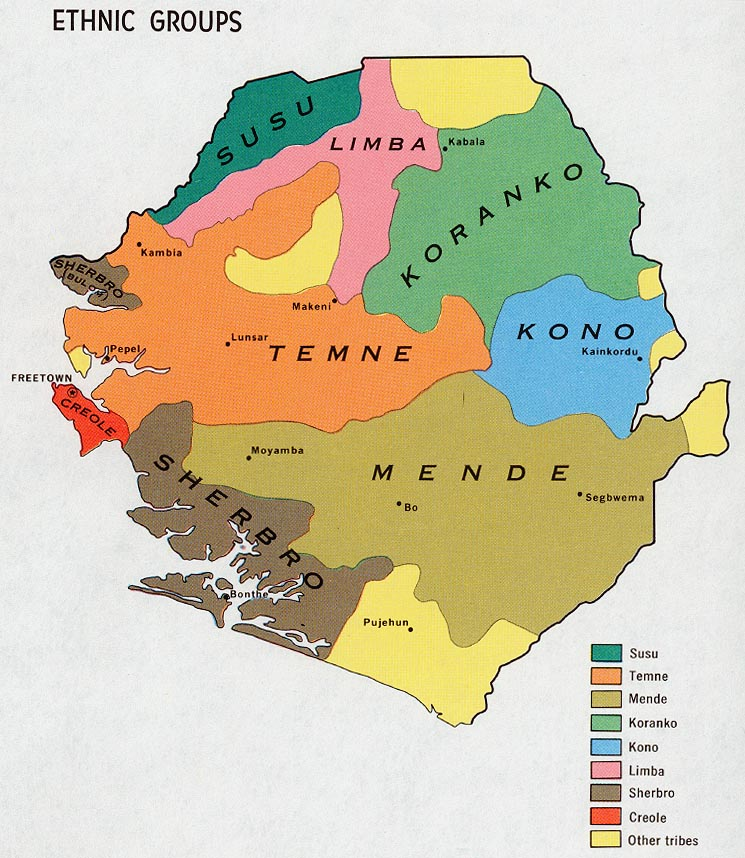
Répartition des groupes ethniques en 1969.

Le 27 avril 1961, le pays obtient son indépendance. Mais à cause de luttes entre ethnies, le pays connaît une grande instabilité politique. Albert Margai, frère de Milton Margai, lui succède comme Premier ministre en 1964.
En mars 1967, Siaka Stevens, chef du parti All People's Congress (APC), remporte les élections, mais son accession au pouvoir est retardée jusqu'en avril 1968 par une série de coups d'État militaires. Le 19 avril 1971, il instaure un régime de parti unique. Il tente alors d'assainir la vie politique, en luttant contre la corruption par exemple. Mais il abandonne vite cette voie pour exploiter les mines de diamants au nord du pays.
En 1971 la Sierra Leone adopte la conduite à droite.
Le 28 mai 1975, avec 14 autres États, la Sierra Leone fonde la Communauté économique des États de l'Afrique de l'Ouest.
Siaka Stevens laisse sa place au commandant en chef des armées, Joseph Saidu Momoh, en novembre 1985. Ce dernier est officiellement élu président en janvier 1986. En novembre 1987, Momoh décrète « l'état d'urgence économique » et prend des mesures d'austérité draconiennes. Mais l'exploitation des mines de diamants continue toujours de rapporter beaucoup d'argent aux principaux chefs du régime.

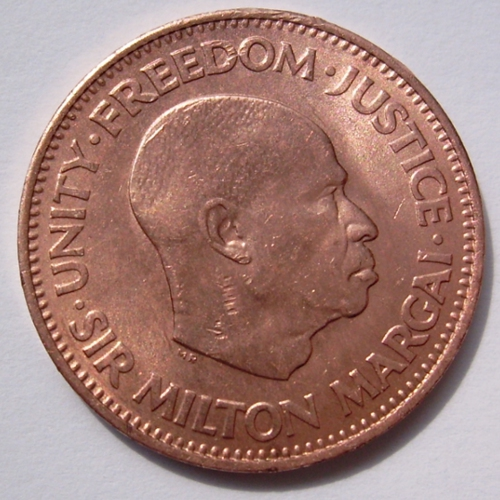
Milton Margaï premier ministre 1958-1964
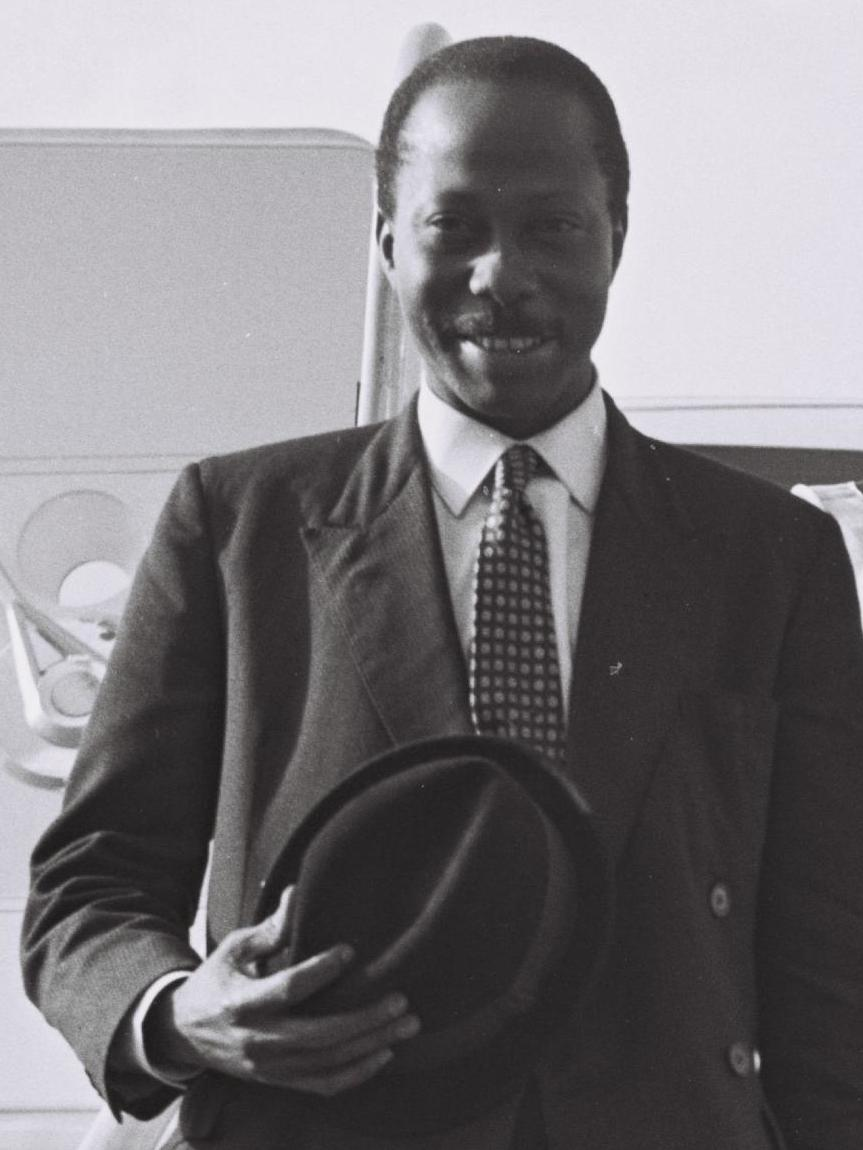
David Lansana 1967
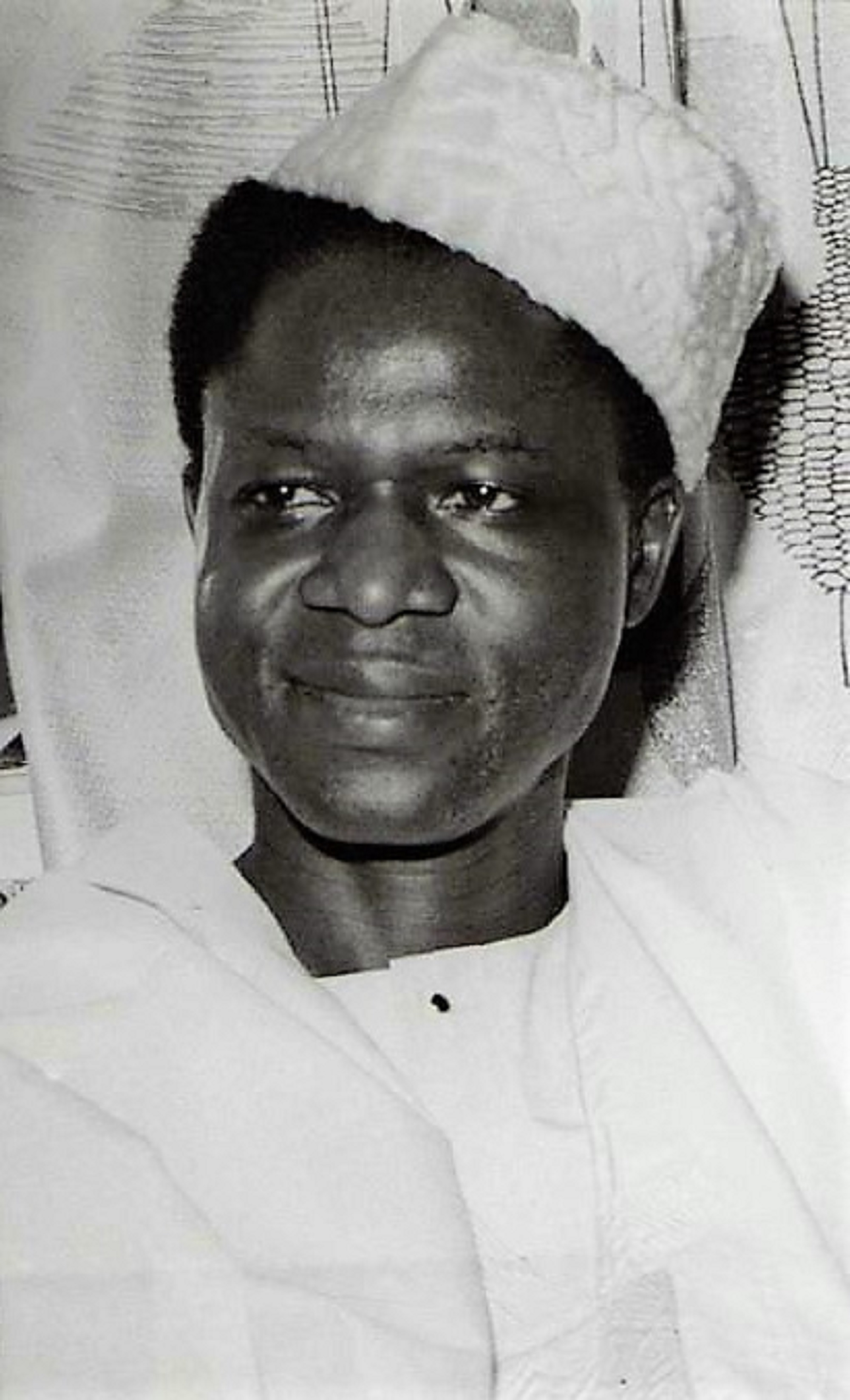
Sorie Ibrahim Koroma, premier ministre 1971-1975
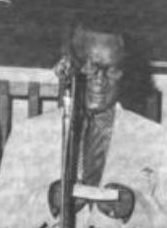
Président Siaka Stevens 1971-1985

## Années 1991-2002: guerre civile
La guerre civile sierra-léonaise se déroule de mars 1991 au 18 janvier 2002. Son principal but est le contrôle des zones diamantifères.
Elle cause la mort de 100 000 à 200 000 personnes et le déplacement de plus de 2 millions de personnes (ce qui représente le tiers de la population de l'époque). De nombreuses exactions et mutilations ont également lieu, ainsi que l'emploi massif d'enfants soldats.

## Années 2002-présent

### Présidence Ahmad Tejan Kabbah: 1996-2007
Le 14 mai 2002, le président sortant, Ahmad Tejan Kabbah (1932-2014), est réélu avec 70,6 % des voix.
Le pays est désormais en paix, après 10 ans d'une guerre civile atroce. Les différentes mesures prises par l'ONU sont progressivement réduites, voire supprimées, comme l'atteste la levée de l'embargo sur les exportations de diamants du sang. De même, les effectifs de la MINUSIL (casques bleus) sont diminués. Après un pic de 17 500 hommes en mars 2001, les effectifs sont ramenés à 13 000 en juin 2003 et à 5 000 en octobre 2004.
Cependant, pour des raisons économiques, de nombreux enfants travaillent toujours dans les mines de diamants, qui sont très dangereuses. La propagation du SIDA chez eux est également très importante : 16 000 enfants de moins de 15 ans sont séropositifs.

### Présidence Ernest Bai Koroma: 2007-2018
Ernest Bai Koroma (1953-), principal opposant, candidat du Congrès de tout le peuple (APC), ex-parti unique écarté du pouvoir depuis quinze ans, succède à Ahmad Tejan Kabbah, battant au second tour son adversaire, Solomon Berewa, vice-président et candidat du Parti du peuple de Sierra Leone (SLPP) avec 54,6 % des suffrages,. Il est réélu pour un deuxième et dernier mandat le 17 novembre 2012 en remportant 58,7 % des suffrages contre 37,4 % pour son adversaire, le général Julius Maada Bio, brièvement chef de l'État en 1996. Il a maintenu la paix, amélioré le réseau routier et la fourniture en électricité, même si celle-ci reste déficiente. Pour autant, le pays reste un des plus pauvres d'Afrique, malgré ses mines de diamant.
Le pays est touché par l'épidémie d’Ebola en 2014 et 2015, qui fait 4 000 morts, et, en 2017, par des inondations meurtrières.

### Présidence Julius Maada Bio: 2018-présent
En 2018, le pays connaît une nouvelle alternance politique entre les deux principaux partis. Le candidat de l’opposition, Julius Maada Bio (1964-), ancien militaire de 53 ans, remporte les présidentielles avec 51,81 % des voix, contre 48,19 % pour Samura Kamara, le candidat du parti précédemment au pouvoir, le Congrès de tout le peuple (APC).
Galerie présidentielle

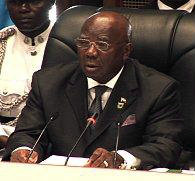
Ahmad Tejan Kabbah
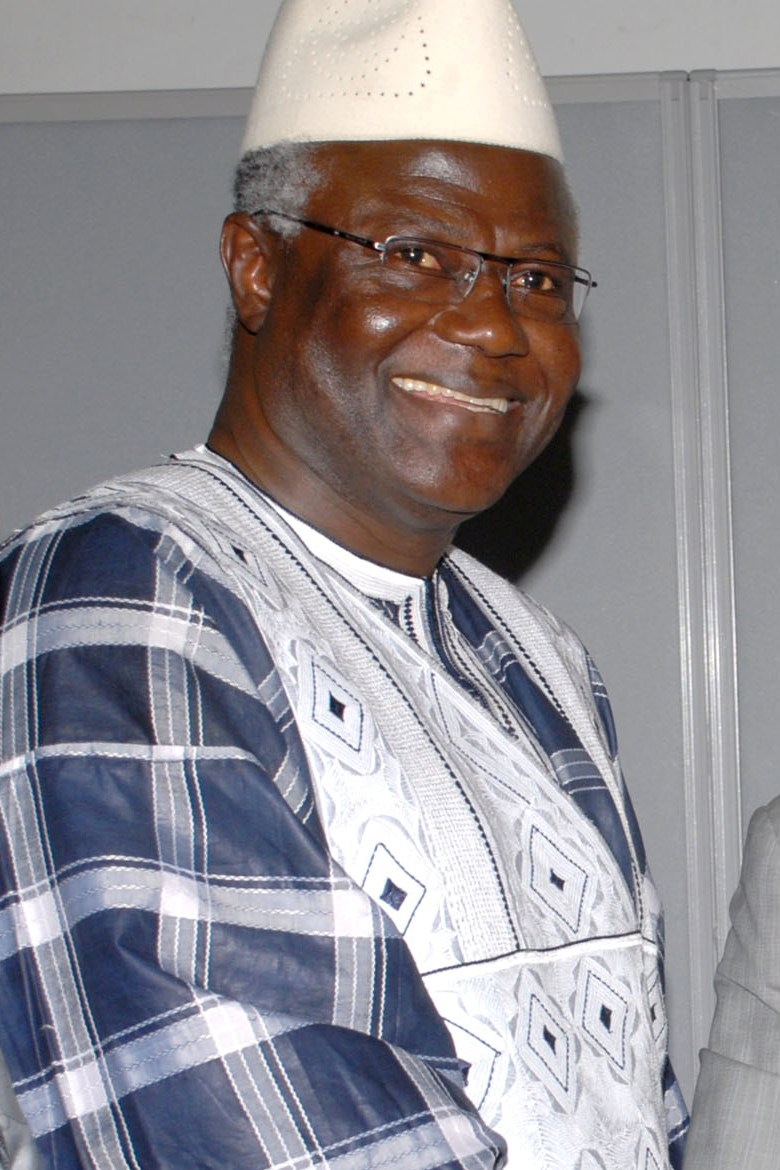
Ernest Bai Koroma
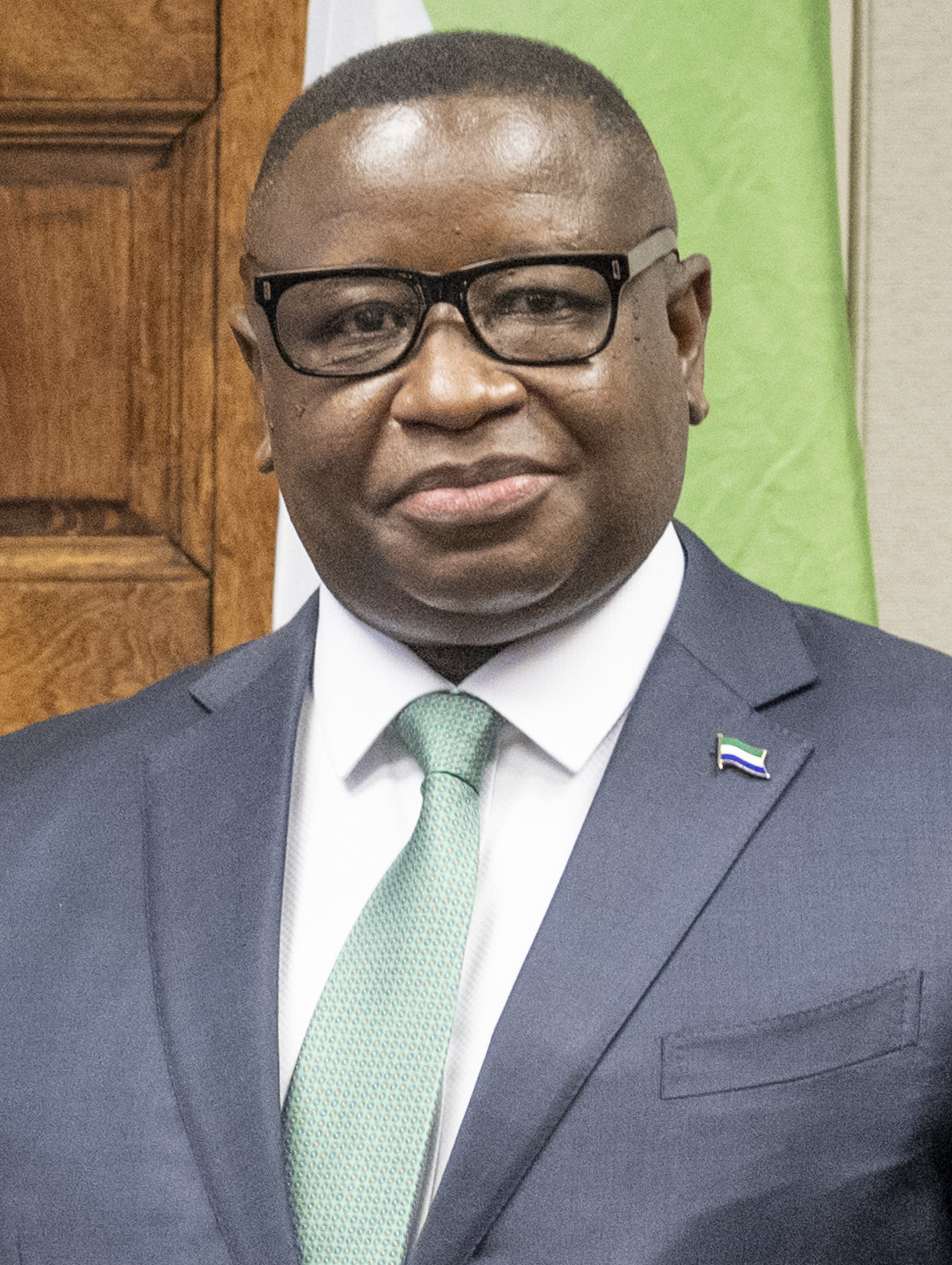
Julius Maada Bio 2018-présent
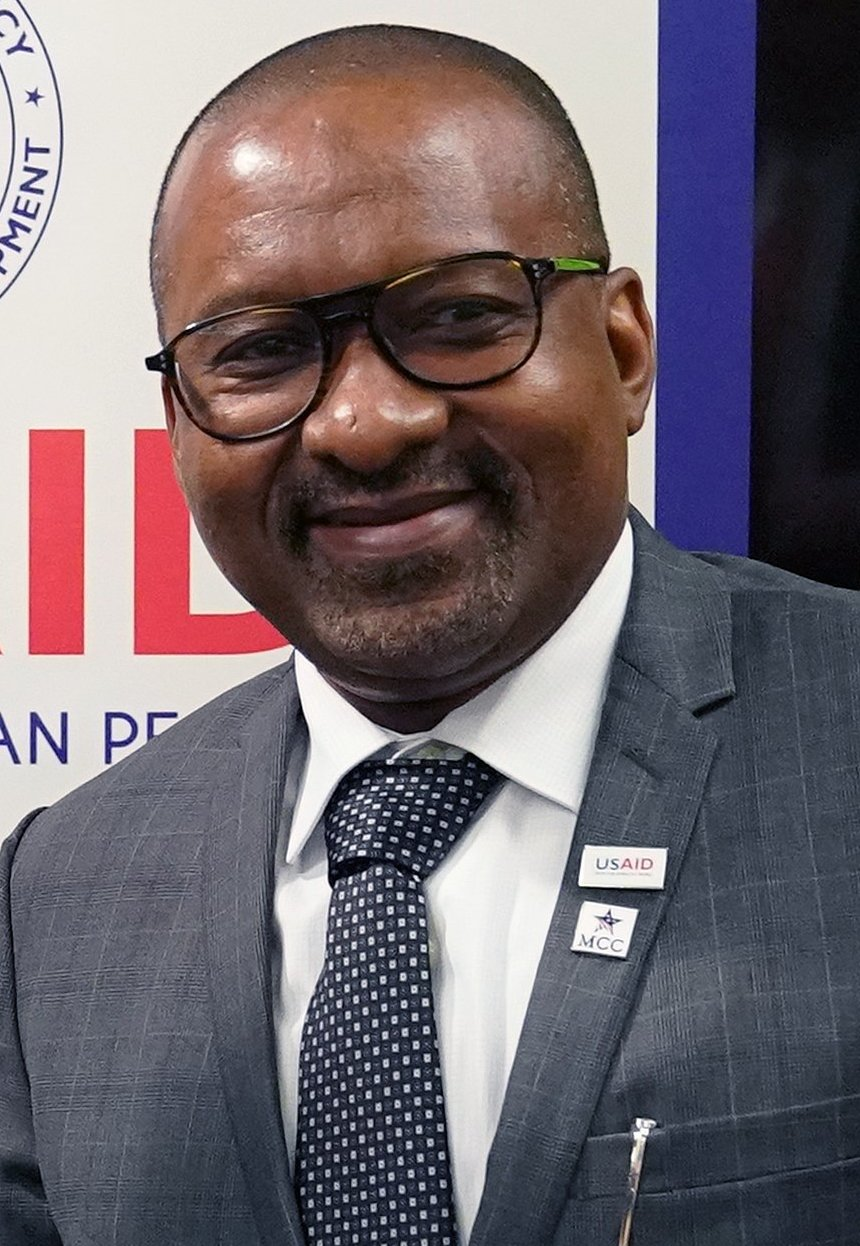
Mohamed Juldeh Jalloh vice-président 2018-présent

Galerie de premiers ministres

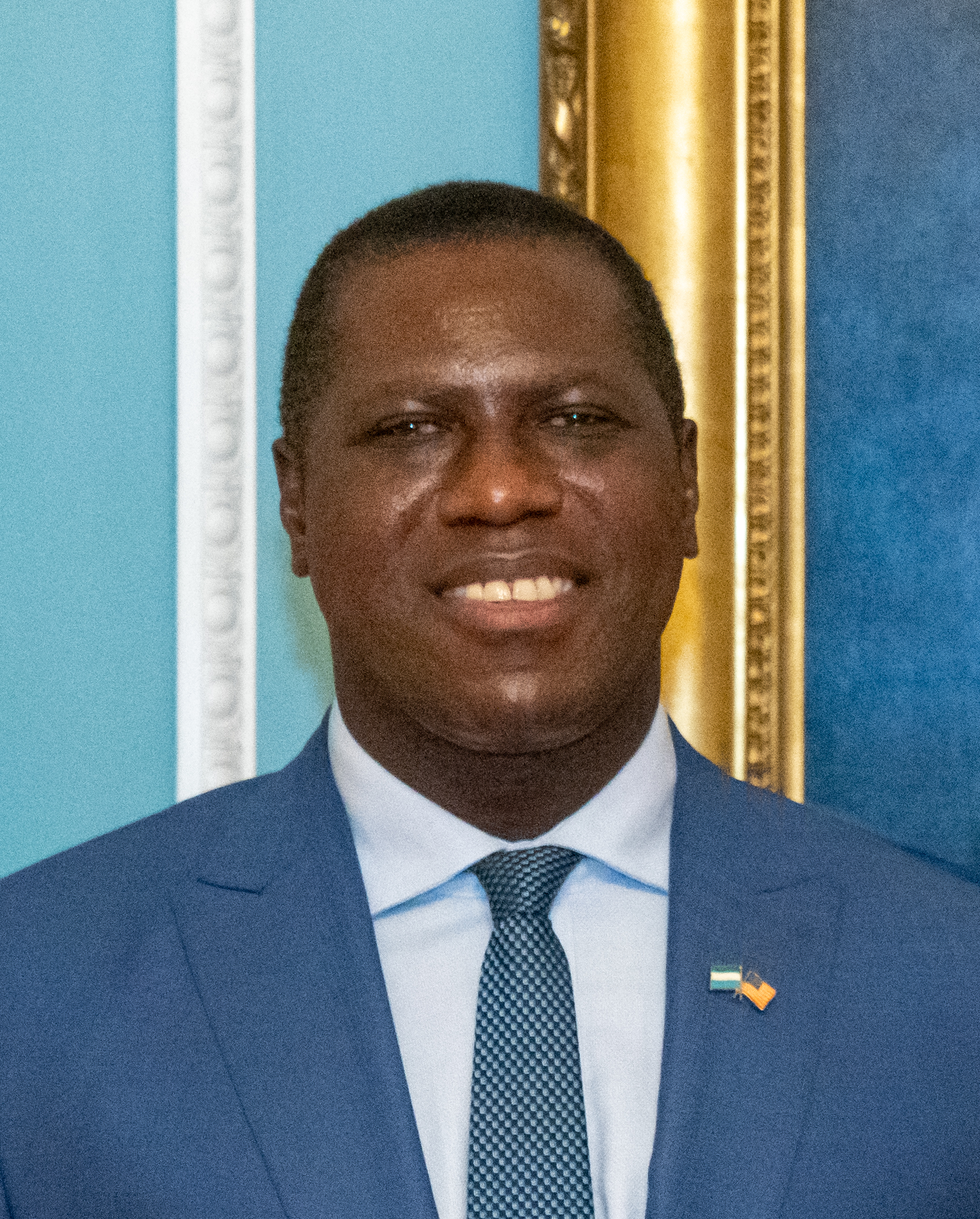
David J. Francis 2018-2021
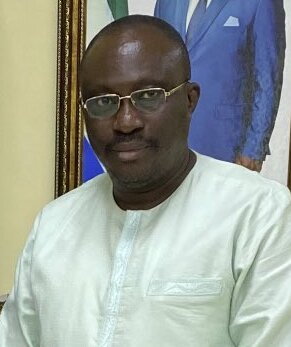
Jacob Jusu Saffa 2021-2023
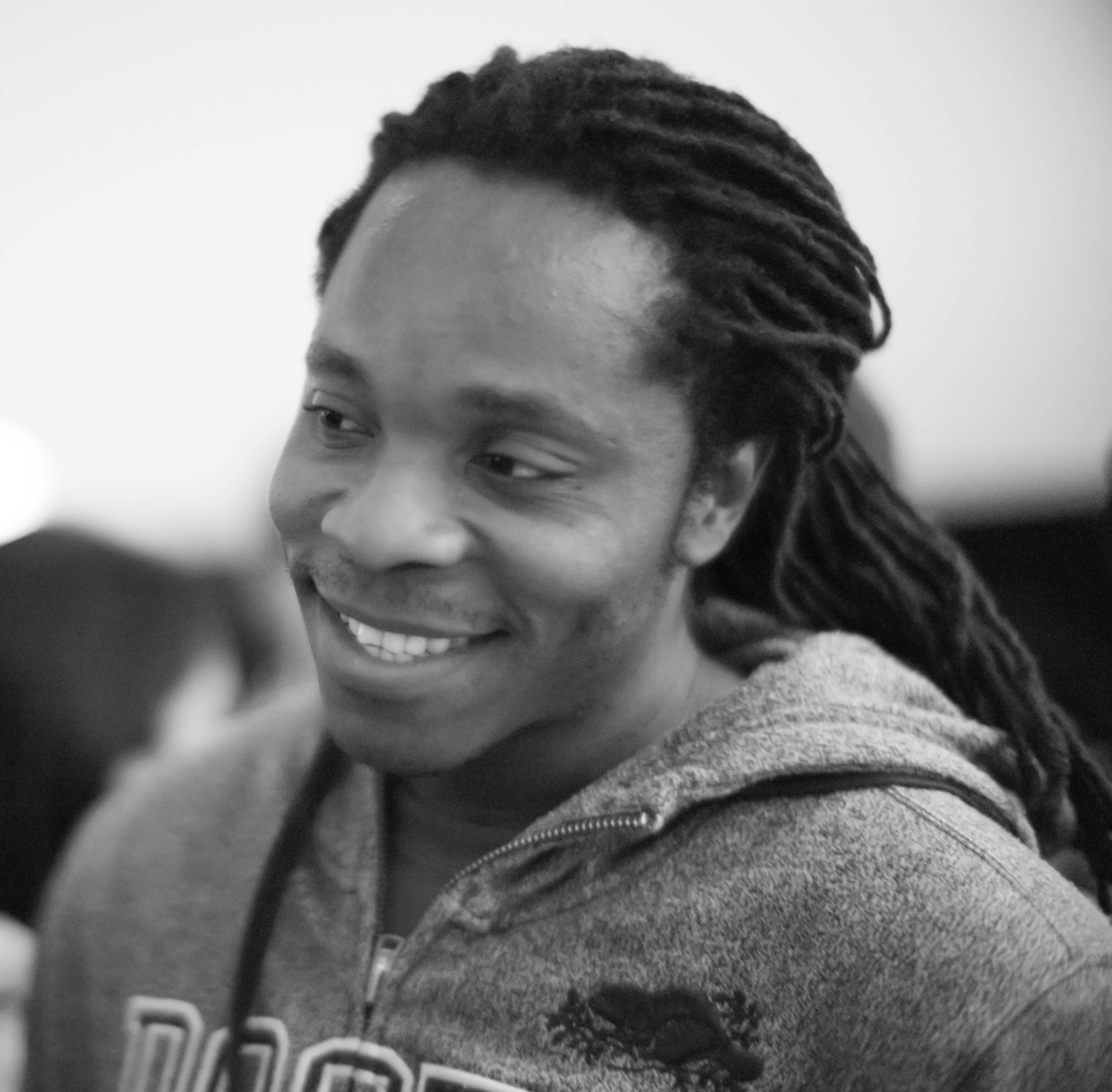
David Moinina Sengeh 2023-présent